# David Jablonský
David Jablonský (* 8. října 1991 Sokolov) je český profesionální fotbalista, který hraje na pozici středního obránce za polský klub klub Cracovia.

## Klubová kariéra
Jablonský v minulosti nastupoval za ruský Tomsk, Sokolov, Ústí nad Labem, Čáslav a Teplice, za které v nejvyšší soutěži odehrál 84 zápasů a dal sedm branek.
V roce 2019 zamířil Jablonský z bulharské Levski Sofia do polské Cracovie. V květnu 2022 prodloužil s Cracovií na další dvě sezony.

## Osobní život
Jeho jméno figurovalo v sázkařské kauze z roku 2013. V září 2020 dostal od mezinárodní federace FIFA za pokus o ovlivnění zápasu juniorské ligy v roce 2012 trest na jeden a půl roku.